# Johan August Ekman

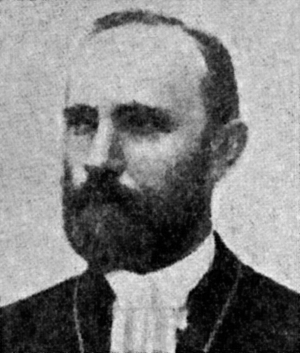
Johan August Ekman

Johan August Ekman (* 26. November 1845 in Hjälstad, Västergötland; † 30. November 1913 in Uppsala) war ein schwedischer lutherischer Geistlicher und Erzbischof von Uppsala.

## Leben
Nach dem Studium der Evangelischen Theologie an der Universität Uppsala war Ekman in verschiedenen kirchlichen und wissenschaftlichen Ämtern tätig, bevor er 1887 Professor für theologische Propädeutik und Enzyklopädie in Uppsala wurde. Als erster Theologieprofessor, der Seminare anbot, wurde er einer der Impulsgeber der Jungkirchenbewegung („Ungkyrkorörelsen“), die die schwedische Staatskirche mit neuem Leben erfüllen wollte.
1896 folgte die Ernennung zum Dompropst in Uppsala und 1898 die zum Bischof des Bistums Västerås. 1900 zum Nachfolger des verstorbenen Anton Niklas Sundberg bestimmt, trat er im Januar 1901 als seinen Dienst als Erzbischof von Uppsala an und amtierte bis zu seinem Tod als höchster Repräsentant der Schwedischen Kirche. 1903 wurde er mit dem Großkreuz des Nordstern-Ordens ausgezeichnet
Er berief 1902 die erste Bischofskonferenz und 1907 die erste Generalkirchenversammlung („allmänna kyrkliga mötet“) ein, die zu wichtigen Institutionen in der Kirche wurden, knüpfte enge Kontakte zur Kirche von England und setzte sich für die Mission ein.